# Munkholmen, Helsingfors

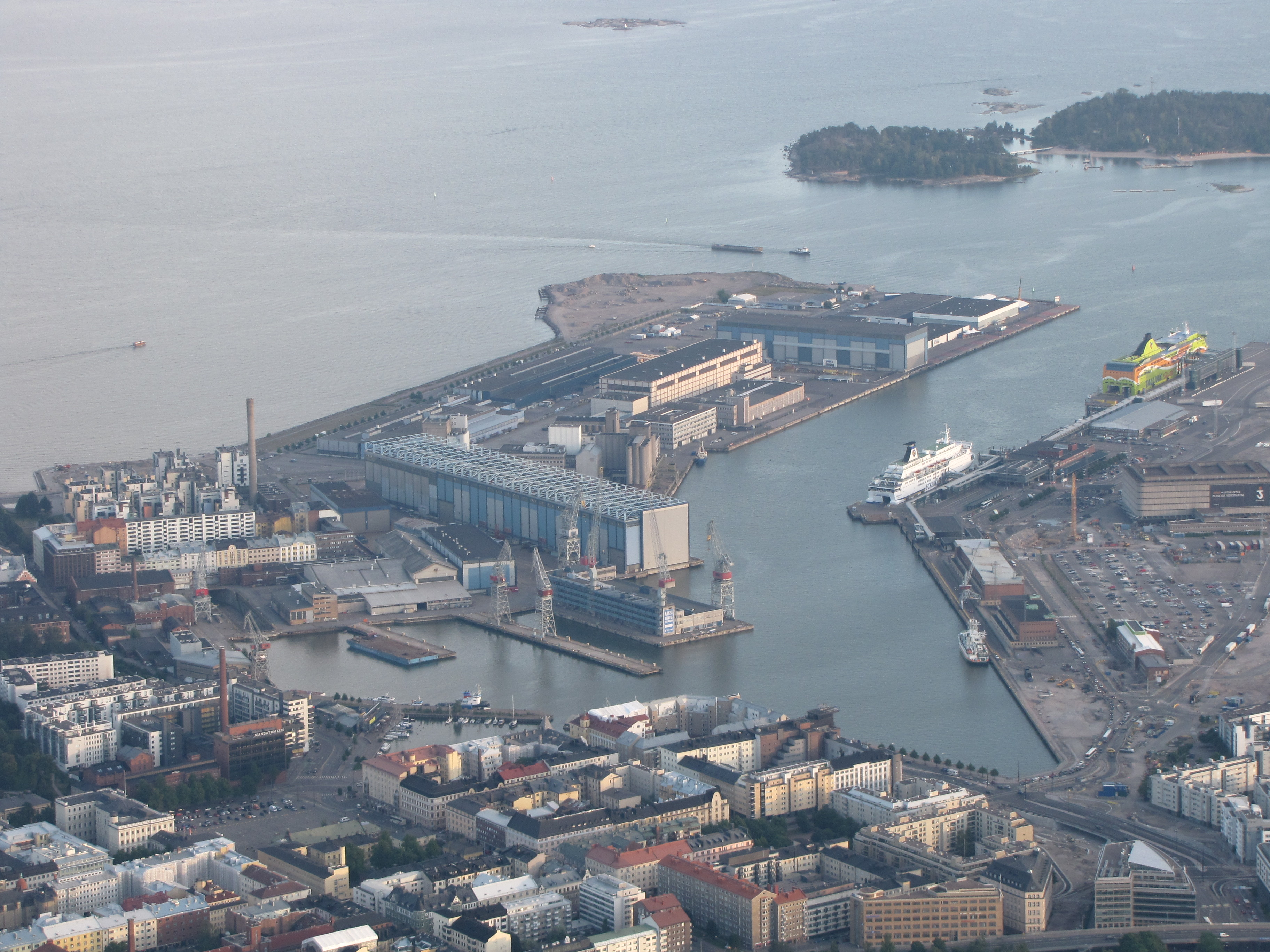
Munkholmen och Ärtholmen 2010

Munkholmen (finska: Munkkisaari) är en före detta holme i Västra hamnen i Helsingfors. Tillsammans med Ärtholmen bildar Munkholmen en udde som utgör stadsdelen Ärtholmen. Fram till 2012 var stadsdelens namn Munkholmen. 
Munkholmen har varit avskild från fastlandet med Grundsundet (finska: Matalasalmi), men detta har senare fyllts ur för att bli industritomt för Helsingfors Skeppsdocka, senare Sandvikens Skeppsdocka och Mekaniska Verkstad.